# Tinker Tailor Soldier Spy
Tinker Tailor Soldier Spy (Brasil: O Espião que Sabia Demais / Portugal: A Toupeira) é um romance de espionagem lançado em 1974, do escritor britânico John le Carré. Ele segue os esforços do veterano espião britânico, George Smiley, para descobrir um agente duplo soviético no Serviço Secreto Britânico. Desde o momento da sua publicação, o romance recebeu aclamação da crítica por seu complexo comentário social e falta de sensacionalismo, e continua a ser uma obra famosa do gênero de espionagem.

## Enredo
Tinker Tailor Soldier Spy é uma romantização de John le Carré sobre suas experiências durante as revelações nos anos 1950 e 1960 que expôs os traidores da intelgência britância conhecidos como " Os Cinco de Cambridge " (The Cambridge Five): Guy Burgess, Donald Maclean, Anthony Blunt, John Cairncross, e Kim Philby como espiões da KGB no Serviço de Inteligência Britânico.
O personagem Bill Haydon é parcialmente derivado de Kim Philby, um oficial sênior e agente duplo que desertou para a União Soviética em 1963. David Cornwell (John le Carré) trabalhou como oficial de inteligência tanto para MI5 e o SIS (MI6). Ele disse que Philby traiu sua identidade para os russos, o que foi um fator decisivo em 1964 para o fim de sua carreira na inteligência.